# Waren einmal Revoluzzer
Waren einmal Revoluzzer (Arbeitstitel: Russenstory) ist ein österreichischer Spielfilm von Johanna Moder aus dem Jahr 2019 mit Julia Jentsch, Marcel Mohab, Manuel Rubey und Aenne Schwarz. 

## Handlung
Der Film erzählt die Geschichte zweier befreundeter, liberaler Paare aus Wien. Sie erhalten einen Hilferuf von Pavel, einem russischen Freund aus Studentenzeiten. Dieser hatte sich in seiner Heimat politisch engagiert und ist dadurch in Schwierigkeiten geraten. Kurzentschlossen ergreifen sie die Chance zu helfen und endlich einmal nicht nur zu reden, sondern tatsächlich etwas zu tun. 
So verhelfen sie Pavel zur Flucht nach Österreich. Als dieser mit seiner Frau und seinem Kind aus dem Zug steigt, beginnt für alle Beteiligten eine aufregende Tour aus dem Alltagstrott hinaus. Das Gefüge der Beziehungen zueinander scheint bedroht, zumal Hilfe sehr unterschiedlich definiert werden kann, und auch, weil sich die Hilfsbedürftigen anders verhalten als die Helfenden sich das erwarten.

## Produktion
Die Dreharbeiten fanden vom 9. Jänner bis zum 28. Februar 2019 statt, gedreht wurde in Wien, Niederösterreich und Moskau. Unterstützt wurde der Film vom Österreichischen Filminstitut, vom Filmfonds Wien, von Filmstandort Austria (FISA) und vom Land Niederösterreich, beteiligt war der Österreichische Rundfunk.
Produziert wurde der Film von der FreibeuterFilm in Koproduktion mit Wega Film. Die Kamera führte Robert Oberrainer. Für Ton und Sounddesign zeichneten Claus Benischke-Lang, Nils Kirchhoff und Manuel Meichsner verantwortlich, für das Kostümbild Veronika Albert, für das Szenenbild Martin Reiter und Johanna Hierzegger und für die Maske Sam Dopona und Verena Eichtinger.
Die Darsteller Manuel Rubey und Marcel Mohab waren bereits im Johanna Moders Langspielfilmdebüt High Performance – Mandarinen lügen nicht (2014) zu sehen.

## Veröffentlichung
Die Premiere der Tragikomödie erfolgte am 29. September 2019 im Rahmen des Zurich Film Festivals in der Wettbewerbssektion Fokus Schweiz, Deutschland, Österreich. Im Jänner 2020 wurde der Film im Rahmen des Filmfestivals Max Ophüls Preis gezeigt, wo der Film in den Wettbewerb eingeladen und mit dem Preis des saarländischen Ministerpräsidenten für die beste Regie ausgezeichnet wurde.
Der österreichische Kinostart war ursprünglich für den 20. März 2020 vorgesehen und wurde aufgrund der COVID-19-Pandemie auf den 28. August 2020 verschoben.
Im ORF wurde der Film am 2. Juli 2022 erstmals ausgestrahlt. Im Oktober 2022 wurde der Film im Rahmen der Edition österreichischer Film von Hoanzl und dem Standard auf DVD veröffentlicht.

## Rezeption
Film.at vergab drei von fünf Sternen und bezeichnete den Film als Tragikomödie mit Startschwierigkeiten. Die Handlung kippe in den ersten zwanzig Minuten von einer Komödie in einen Agentenfilm, dann in ein Drama, um schließlich wieder bei der Komödie zu landen. Man brauche eine gewisse Zeit, um sich in der Geschichte zu orientieren und die Beweggründe der Figuren nachvollziehen zu können. Im Zentrum stünden moralische Fragen zu Hilfsbereitschaft, Aufopferung und Egoismus. Leider sei der Diskurs stellenweise allzu didaktisch. Die Figuren belehrten sich ständig gegenseitig darüber, was richtig und was falsch sei, aber adressierten mit ihren Monologen eigentlich das Publikum. Schritt für Schritt breche der Elfenbeinturm der Möchtegern-Revoluzzer in sich zusammen, wobei die Trümmer ihnen die Möglichkeit für einen Neuanfang böten.
Elli Leeb meinte auf filmpluskritik.com, dass der Film voller glaubwürdiger sozialer Konflikte und Emotionen sei, über zwei gut situierte Paare, die etwas in der Welt verändern wollen, nicht zuletzt, um sich selbst etwas zu beweisen, um dann doch wieder in ihrer eigenen, behüteten Bubble zu landen. Leeb urteilte: „Ein sehenswerter Film mit gut gezeichneten Figuren und starker Besetzung“.
Dominik Kamalzadeh befand auf DerStandard.at, dass sich der Film über die „Heuchler-Bobos“ und Scheinheiligkeit der gutsituierten Protagonisten von einer Sittenkomödie mühelos stärker in Richtung Introspektion entwickle. Schicht für Schicht würden die kleinen Verlogenheiten eines sich weltoffen gebenden Bürgertums abgetragen. Seitenhiebe gelängen Moder erstaunlich subtil, sie habe schon in ihrem Spielfilmdebüt High Performance ihr Talent für stimmige wie ironische Nuancen in der Figurenzeichnung bewiesen; etwas, das sie von der zu Grobschlächtigkeit neigenden heimischen Komödie wohltuend unterscheide.
Barbara Petsch schrieb in der Tageszeitung Die Presse, dass Moder das österreichische Wesen präzise durchschaut habe. Ihr Film sei illusionslos, Weltverbesserung fände im Westen allenfalls im Kopf oder in Altbauwohnungen nach einigen Gläschen Chianti zu viel statt. Der Schluss des Films wirke etwas eurozentrisch. Allerdings entspräche er wohl den Realitäten bei solchen Versuchen, zusammenzuzwingen, was oft nicht zusammengeht: Menschen aus Ländern, in denen sie ernsten Bedrohungen ausgesetzt sind, und mittelständische EU-Bürger, die vergessen haben, was es bedeutet, sich nicht auf einen Rechtsstaat oder eine soziale Sicherheit verlassen zu können.

## Auszeichnungen und Nominierungen
Zurich Film Festival 2019
- Auszeichnung mit dem ökumenischen Preis der Zürcher Kirchen[17][18]

Filmfestival Max Ophüls Preis 2020
- Auszeichnung mit dem Preis des saarländischen Ministerpräsidenten für die beste Regie (Johanna Moder)[8][7]

Thomas-Pluch-Drehbuchpreis 2020
- Auszeichnung mit dem Hauptpreis (Johanna Moder)[19]
- Nominierung für den Spezialpreis der Jury (Johanna Moder)

Österreichischer Filmpreis 2021
- Nominierung in der Kategorie Beste weibliche Darstellerin (Julia Jentsch)[20][21]
- Nominierung in der Kategorie Bester männlicher Darsteller (Marcel Mohab und Manuel Rubey)
- Nominierung in der Kategorie Bestes Drehbuch (Johanna Moder, Marcel Mohab und Manuel Rubey)
- Nominierung in der Kategorie Beste Musik (Clara Luzia)
- Nominierung in der Kategorie Bestes Kostümbild (Veronika Albert)

Romyverleihung 2021
- Nominierung in der Kategorie Bester Film Kino (Johanna Moder)[22]
- Nominierung in der Kategorie Beste Regie Kino (Johanna Moder)
- Nominierung in der Kategorie Beste Musik (Clara Luzia)

Darüber hinaus gelangte der Film auch in die Vorauswahl für die Golden Globe Awards 2021 (Bester fremdsprachiger Film).